# Chaulnes
Chaulnes là một xã ở tỉnh Somme trong vùng Hauts-de-France của Pháp.

## Dân số
| 1962                                                         | 1968 | 1975 | 1982 | 1990 | 1999 | 2005 |
| ------------------------------------------------------------ | ---- | ---- | ---- | ---- | ---- | ---- |
| 1471                                                         | 1483 | 1550 | 1616 | 1785 | 1901 | 1892 |
| Số liệu điều tra dân số từ năm 1962, dân số không tính trùng |      |      |      |      |      |      |